# Como É Cruel Viver Assim
Como É Cruel Viver Assim é um filme brasileiro de comédia dramática de 2018. Dirigido por Júlia Rezende, o filme é baseado na peça teatral homônima de Fernando Ceylão, que também é autor do roteiro da versão cinematográfica. A produção é protagonizada por Marcelo Valle, Débora Lamm, Silvio Guindane e Fabiula Nascimento, como um quarteto fracassado que se juntam para armar um plano: sequestrar um milionário.
No Brasil, teve distribuição pela H2O Films e Universal Pictures. Estreou nos cinemas em 16 de agosto de 2018, sendo exibido anteriormente em vários festivais, como Festival do Rio, no Miami Film Festival, Festival de Cinema Brasileiro de Paris, Dallas Film Festival e no Chicago Latino Film Festival.

## Sinopse
Vladimir (Marcelo Valle), Clivia (Fabiula Nascimento), Regina (Débora Lamm) e Primo (Silvio Guindane) formam um quarteto de pessoas fracassadas, solitárias e incapazes de achar algo que dê sentido às suas vidas. Para reverter essa situação, Regina propõe a ideia de criarem uma plano para sequestrar um homem milionário, porém eles não têm nenhuma experiência na vida do crime e a situação sai de controle.

## Elenco
| Ator/Atriz         | Personagem                  |
| ------------------ | --------------------------- |
| Marcelo Valle      | Vladimir                    |
| Fabiula Nascimento | Clivia                      |
| Débora Lamm        | Regina                      |
| Silvio Guindane    | Primo                       |
| Milhem Cortaz      | Flávio                      |
| Otávio Augusto     | Velho                       |
| Zezeh Barbosa      | Mãe de Primo                |
| Paulo Carvalho     | Diretor da Cooperativa      |
| Laryssa Dias       | Secretária Cooperativa      |
| Marcius Melhem     | Marcovan                    |
| Raphael Logam      | Alessandro                  |
| Daniel Curi        | Motorista do carro que bate |
| Ismar Martins      | Motorista                   |
| Paulo Miklos       | Luiz                        |
| Hossen Minussi     | Policial                    |
| Marino Rocha       | Taxista                     |

## Recepção
O filme foi muito bem recebido pelos críticos de cinema, sendo apontado como um dos melhores trabalhos da diretora Júlia Rezende. Em uma crítica da redação do jornal O Globo, o filme foi avaliado positivamente: "Julia Rezende apresenta seu melhor trabalho [...]. Em “Como é Cruel Viver Assim”, equilibra a possibilidade de comunicação com uma ampla faixa de espectadores com a dimensão trágica própria daqueles que são constantemente esquecidos pela maioria da sociedade."
Francisco Carbone, do site Cineplayers, disse: "Com o ritmo impecável conseguido pela montadora Maria Rezende, o longa vai trilhando sua narrativa de esquadrinhar uma classe nada assistida de oportunidades e que vê suas ambições reduzidas dia a dia por um punhado de sonhos nunca realizados."
Do O Estado de São Paulo, Luiz Carlos Merten elogiou o desempenho do elenco: "Ótimo elenco – Valle, Fabíula Nascimento, Débora Lamm e o marido da diretora, Sílvio Guindane [...], cores saturadas, humor grave, estilo realista. Júlia Rezende muda o tom, e acerta."
Já Filippo Pitanga, do site Almanaque Virtual, escreveu uma crítica negativa para o filme, dizendo: "Os risos iniciais vão começando a perder espaço para falta de ritmo, subaproveitamento de personagens, mais de um anticlímax que pretendem ser reviravoltas inesperadas porém não são bem trabalhados o bastante para isso e… O pior mesmo é a péssima representação social na construção de personagens."

## Ligações Externas
- "Como É Cruel Viver Assim" no AdoroCinema
- Como É Cruel Viver Assim. no IMDb.